# القوات الجوية المتوسطية للحلفاء

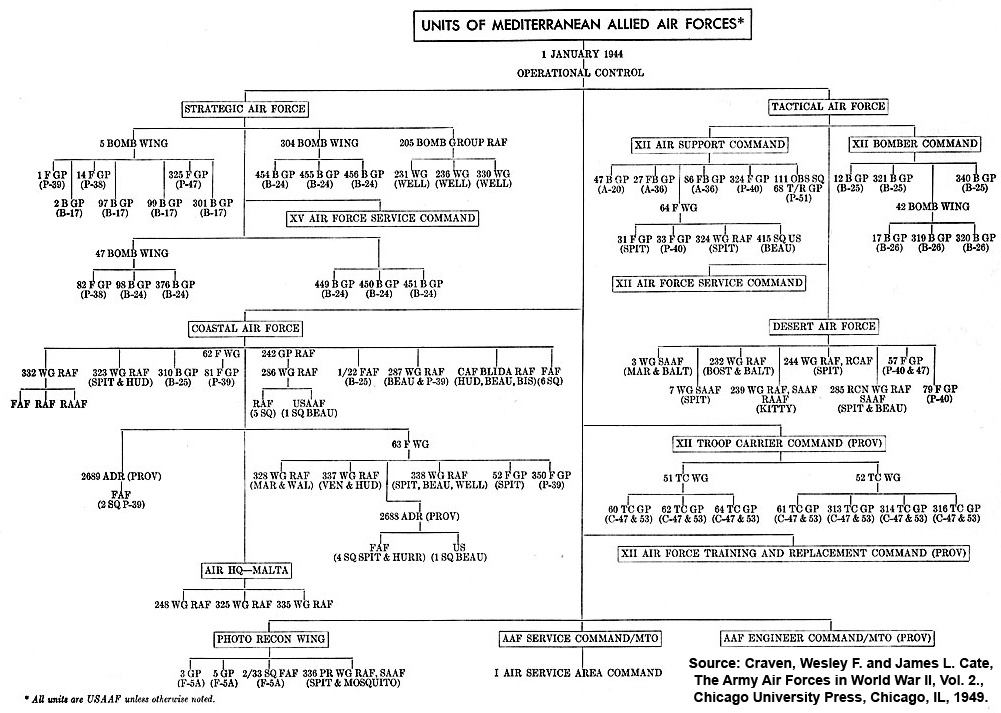
وحدات وتنظيم القوات الجوية المتحالفة المتوسطية في يناير 1944.

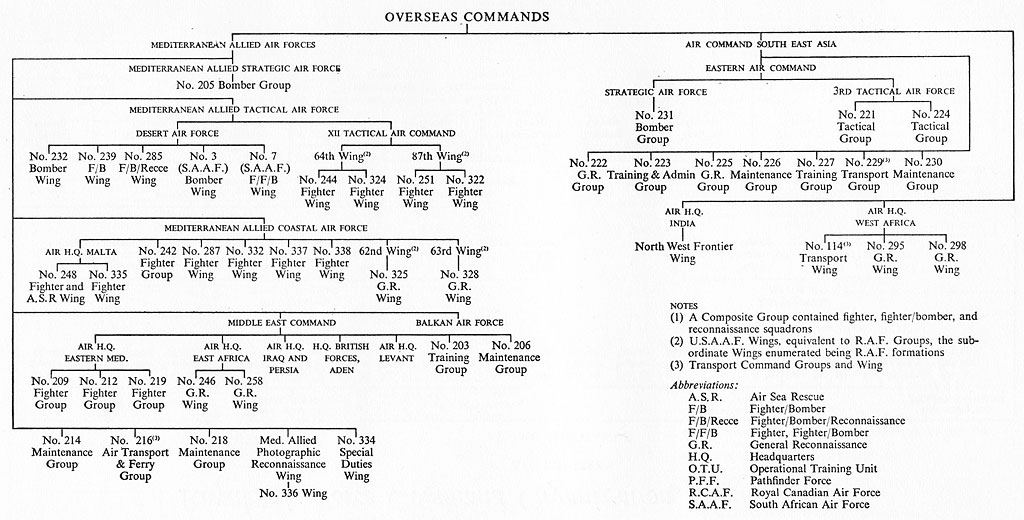
وحدات وتنظيمات سلاح الجو الملكي البريطاني في القوات الجوية المتحالفة المتوسطية في يونيو 1944.

كانت القوات الجوية للحلفاء في البحر المتوسط (MAAF) منظمة قيادة القوات الجوية المتحالفة الرئيسية في مسرح البحر الأبيض المتوسط من منتصف ديسمبر 1943 حتى نهاية الحرب العالمية الثانية.

## تشكيل - تكوين
أصبحت القوات الجوية للحلفاء في البحر المتوسط (MAAF) المنظمة الرسمية لقيادة الحلفاء في مسرح العمليات في البحر المتوسط (MTO) بعد أن تم حل القيادة الجوية المتوسطية السابقة (MAC) في 10 ديسمبر 1943. في البداية، تم الإبقاء على قائد القوات الجوية المارشال السير آرثر تيدر كقائد عام للقوات الجوية MAAF، ولكن في منتصف يناير 1944، تولى الفريق إيرا إيكر قيادة MAAF عندما اختار دوايت د.أيزنهاور تيدر كنائبه القائد الأعلى للحلفاء لتخطيط العمليات الجوية لإنزال النورماندي. في مارس 1945، تولى الفريق جون ك.كانون قيادة MAAF.